# Матіяш Лааб
Матіяш Лааб (хорв. Matijaš Laab; близько 1746, Бізонья, поблизу Мошоньмадьяровара — 7 серпня 1823, Нойдорф-Парндорф) — бургенландський (градіщанський) католицький священник, перекладач і лінгвіст хорватського походження.

## Біографія
Уродженець Бургенланда, Матіяш Лааб прожив усе своє життя на стику декількох мовних стихій. Окрім рідної градіщансько-хорватської, він досконало володів угорською, німецькою мовами і, звичайно ж, латиною.
Довгий час о. Лааб був духівником Естергомської єпархії, а потім повернувся в рідні краї. З 1790 року Лааб служив у Чіклеше, потім у Хідегшеге і, нарешті, з 1797 року і до кінця життя — в Новому Селі. Так іменується це бургенландське містечко хорватською. Німецькою воно — Нойдорф-Парндорф, угорською — Мошоньуйфалу.
Матіяш Лаабі опублікував у Буді два катехізиси градіщансько-хорватською мовою: «Kratka summa Velikoga obcsinszkoga katekizmusa: za ucsnyu mlaje druzsine gornyih ug'rszki Horvatov osebito z délan krez Laáb Mathiasa Novoszélszkoga farnika» (1814, 1830) і «Veliki obcsinszki katekizmus: za Górnye Ugrszke Horváte oszebíto zi délan krez Laáb Mathiása Novoszélszkoga fárnika va Budimu» (1820).
Він же в 1812 році вперше переклав на цю мову Новий Завіт. «Ja preobernul iz jačke, ada latinske riči na horvatsku rič» — писав о. Лааб у передмові. Крім чисто-релігійних завдань, Матіяш Лаабі поставив перед собою мету систематизувати і реформувати градіщанско-хорватську літературну мову — і в перекладі біблійних текстів явити публіці свої напрацювання. Однак, його переклад так і не був надрукований, бо отцю Лааб не вдалося отримати офіційного дозволу від церковного начальства. Повний текст перекладу авторства Лаабі довгий час вважався загубленим, поки у 2011 році о. Іван Караллі, новий священик церкви в Нойдорфі, де служив двома століттями раніше о. Лааб, виявив в архіві більше 200 рукописів Лааба, включаючи і цей переклад.